# Ángel Laferrara
Ángel Ricardo Laferrara (La Plata, 27 de marzo de 1917-1990) fue un futbolista argentino que se desempeñaba como delantero. Fue integrante de la selección argentina que disputó el Campeonato Sudamericano 1942.

## Trayectoria
Comenzó a jugar fútbol como portero en las categorías infantiles de Estudiantes de La Plata. No le gustaba su puesto, por lo que comenzó a actuar como delantero en el club de barrio Los Unidos de la Loma. Ahí lo descubrió Mateo Gutiérrez, un veedor del mismo Estudiantes. De ese momento fue centro delantero de la cuarta especial.
Debutó en 1936, y en su paso por Estudiantes marcó 86 goles en 78 encuentros. En 1942 llegó a Boca Juniors, al año siguiente a Peñarol de Montevideo, de ahí a Ferro Carril Oeste. En 1945 volvió a Uruguay para actuar por Sud América, y en 1946 se trasladó a Chile para formar parte de Unión Española.
En 1949 se retiró en Argentino de Quilmes. Se dedicó también a ser entrenador, y en 1959 dirigió a Defensores de Cambaceres, donde logró el título del Torneo de Aficionados.

## Selección nacional
Intregó la denominada Cuarta de Dallas, selección argentina conformada por jugadores de la cuarta especial que ganó los Juegos Panamericanos de Dallas de 1937. En la selección mayor actuó entre 1940 y 1942, y convirtió 6 goles. Participó también en el plantel argentino del Campeonato Sudamericano 1942.

### Participaciones en Campeonatos Sudamericanos
| Sudamericano                 | Sede    | Resultado  | PJ | G |
| ---------------------------- | ------- | ---------- | -- | - |
| Campeonato Sudamericano 1942 | Uruguay | Subcampeón | 2  | 0 |

## Clubes
| Club                    | País      | Año       |
| ----------------------- | --------- | --------- |
| Estudiantes de La Plata | Argentina | 1936-1941 |
| Boca Juniors            | Argentina | 1942      |
| Peñarol                 | Uruguay   | 1943      |
| Ferro Carril Oeste      | Argentina | 1944      |
| Sud América             | Uruguay   | 1945      |
| Unión Española          | Chile     | 1946      |
| Nueva Chicago           | Argentina | 1947-1948 |
| Argentino de Quilmes    | Argentina | 1949      |